# Palau de Bīriņi
El Palau de Bīriņi (en letó: pilsen Bīriņu; en alemany: Buringshof) és un palau - castell situat en el municipi de Limbaži a la regió històrica de Vidzeme, localitzada al nord de Letònia. El castell, està envoltat de parcs, llacs, una mansió amb hotel, restaurant i seminaris. Té una gran varietat d'activitats entre elles equitació, ciclisme i passeig en canoes.

## Història
El palau va ser construït per l'arquitecte de Riga Friedrich Wilhelm Hess entre 1857 i 1860 per l'alemany bàltic August von Pistohlkors. Consta de dues plantes amb una tercera a la part superior del cos central ressaltat de l'edifici. Les quatre cantonades estan adornades amb torres —tres d'aquestes torres són petites amb caràcter decoratiu, mentre que la torre sud-oest és més gran. El palau és asimètric, ja que era requerit així per les normes d'estil neogòtic en què va ser construït. Està envoltat d'un gran parc paisatgista, on es troba la tomba de la família Von Pistohlkors, encara que va ser objecte de vandalisme durant el període soviètic.
Els interiors del castell es van fer en estil neorenaixentista amb un ampli vestíbul a l'entrada i una gran escala amb talles de fusta de roure. El menjador té un sostre de fusta i s'obre a una terrassa que descendeix cap al llac. Hi ha una sala ricament decorada al segon pis del palau amb estufes de rajoles de ceràmica originals.
Va ser reconstruït a començaments del segle xx segons el projecte de l'arquitecte Rudolf Heinrich Zirkwitz. Durant aquestes obres la façana es va simplificar i es va realitzar amb menys decoració. Després de la reconstrucció del 1926 el palau es va convertir en centre de salut per als empleats del sector de la impressió. Des d'aquest moment fins a 1995 hi va haver diversos centres de salut al palau. Durant el període soviètic l'interior el palau es va decorar amb pintures que glorificaven la ideologia soviètica.
El 1993, va ser llogat i més tard va passar a ser una propietat privada. El palau, els edificis i el paisatge del seu entorn s'han reconstruït des de 1995, existint també un hotel al palau.